# Jáchym Bulín
Jáchym Bulín (* 7. September 1934 in Hirschberg; † 25. Mai 2021 in Falun, Schweden) war ein tschechoslowakischer Skispringer.

## Werdegang
Sein internationales Debüt feierte Bulín bei der Vierschanzentournee 1955/56. Dabei trat er jedoch nur in Bischofshofen an und erreichte dort auf Anhieb Rang sieben. Damit belegte er am Ende der Tournee Rang 32 der Gesamtwertung. Bei den Olympischen Winterspielen 1956 in Cortina d’Ampezzo startete er im Einzelspringen von der Normalschanze. Dabei sprang er auf den 29. Platz.
Bei der Vierschanzentournee 1956/57 konnte Bulín beim Auftaktspringen in Oberstdorf Rang 16 erreichen. Jedoch konnte er weder in Innsbruck, noch in Bischofshofen an dieses Ergebnis anknüpfen und erreichte so Rang 27 der Gesamtwertung. Seinen größten Erfolg feierte er schließlich bei der Vierschanzentournee 1957/58. Bei der ersten Tournee, bei der er alle vier Springen bestritt erreichter mit dem sechsten Platz in Oberstdorf und dem neunten Platz in Garmisch-Partenkirchen bereits zum Start zwei Top-10-Platzierungen. Nach zwei weiteren durchwachsenen Ergebnissen in Innsbruck und Bischofshofen belegte er am Ende einen sehr guten 13. Platz in der Tournee-Gesamtwertung.
Von 1970 bis 1978 leitete er die Nationalmannschaft der Tschechoslowakei. Unter seiner Obhut gelangen den Tschechoslowaken einige Erfolge. So gewannen Jiří Raška und Rudolf Höhnl Medaillen bei den Nordischen Skiweltmeisterschaften und Karel Kodejška konnte den Skiflug-Weltmeistertitel holen. Im Anschluss wurde er schwedischer Nationaltrainer. Auch nach seiner Tätigkeit im schwedischen Skiverband blieb er in Schweden wohnhaft, wo er im Mai 2021 in seinem Wohnhaus verstarb.

## Statistik

### Vierschanzentournee-Platzierungen
| Saison  | Platz | Punkte |
| ------- | ----- | ------ |
| 1955/56 | 32.   | 210,5  |
| 1956/57 | 27.   | 579,3  |
| 1957/58 | 13.   | 804,2  |